# Ibrány
Ibrány város Szabolcs-Szatmár-Bereg vármegyében, az Ibrányi járás székhelye.

## Fekvése
A vármegye, és egyben a Nyírség északnyugati szélén fekszik, a megyeszékhelytől, Nyíregyházától 25 kilométerre északra, a Tisza mentén, a Rétköz nyugati felén. Teljes lakott területe és közigazgatási területének döntő többsége a folyó bal parti oldalán helyezkedik el, de hozzá tartozik három kisebb – együttesen is csak kb. 2 négyzetkilométernyi – területrész a jobb partról is.
A közvetlen szomszédos települések: észak felől a Tisza túlpartján fekvő Tiszakarád, északkelet felől Tiszatelek, kelet felől Nagyhalász, dél felől Kótaj, délnyugat felől Buj, nyugat felől pedig Paszab. Északnyugat felől, a folyó túlpartjáról az amúgy azonos folyóoldalon fekvő Tiszabercelhez tartozó külterületekkel határos.
Különálló településrészei: Nagyerdő (a központtól 3 kilométerre északra) és Tiszapart (az északi határszél közelében, a központtól 8 kilométerre), valamint Nagytanya és Kertváros (bő 3, illetve 6 kilométerre délre).

### Megközelítése
A vízi utat leszámítva ma csak közúton érhető el: Rakamaz-Gávavencsellő-Paszab, illetve Nagyhalász felől is a 3821-es, Kótaj és a 3823-as út felől pedig a 38 149-es számú mellékúton; utóbbi szolgálja ki Nagytanyát és Kertvárost is. Nagyerdővel a 38 031-es számú mellékút köti össze, Tiszapart pedig csak egy számozatlan, alsóbbrendű úton érhető el.
Közösségi közlekedéssel a Volánbusz 4200-as (Nyíregyháza – Mága-sor – Tiszabercel), 4201-es (Nyíregyháza – Ibrány – Gávavencsellő), 4203-as (Ibrány – Nagyhalász – Dombrád), 4212-es (Nyíregyháza – Nyírszőlős – Ibrány) és 4246-os (Rakamaz – Ibrány – Kemecse) helyközi buszjáratával érhető el.
2009-es megszüntetéséig áthaladt a városon a Nyírvidéki Kisvasút dombrádi vonala is.

## Története
A község külterületén neolit kori település maradványait tárták fel a régészek 2008-ban.
A település nevét az Ibrahim személynévből származtatják. Az Ibrány név az 1280-ban kelt, László király által kiadott oklevélben szerepelt először.
A 15. században épült várkastély a török időkben végvárként szolgált, majd az 1600-as évek fordulóján Bocskai hajdúi számára nyújtott védelmet, de a Rákóczi-szabadságharc idejére már szinte teljesen elpusztult.
Az 1880-as években Tisza szabályozásával felszabaduló földterületek mezőgazdasági művelés alá vonása pozitívan hatott a település gazdasági fejlődésére. Az akkori mintegy 3000 fős lakosságával a nagy lélekszámú falvak közé számított és infrastrukturális (óvoda, iskola, majd 1962-től gimnázium is létesült) fejlettsége miatt is, fokozatosan a kistérség központjává vált.
1993-ban Göncz Árpád városi címet adományozott a szabolcsi településnek.
2013-tól az Ibrányi járás székhelye.

## Közélete

### Polgármesterei
| Terminus  | Név                            | Jelölő szervezet               | Megjegyzés                          |
| --------- | ------------------------------ | ------------------------------ | ----------------------------------- |
| 1990–1994 | Berencsi Béla                  | független                      | Korábban tanácselnök (1975-1990)    |
| 1994–1998 | Berencsi Béla                  | független                      |                                     |
| 1998–2002 | Berencsi Béla                  | független                      |                                     |
| 2002–2006 | Berencsi Béla                  | független                      |                                     |
| 2006–2010 | Berencsi Béla                  | MSZP                           |                                     |
| 2010–2014 | Berencsi Béla                  | független                      |                                     |
| 2014–2018 | Berencsi Béla                  | független                      | Hivatalában elhunyt                 |
| 2018–2019 | Trencsényi Imre alpolgármester | Trencsényi Imre alpolgármester |                                     |
| 2019–2019 | Trencsényi Imre                | független                      | Időközi választás 2019. március 31. |
| 2019–2024 | Trencsényi Imre                | független                      |                                     |
| 2024–     | Trencsényi Imre                | független                      |                                     |

A településen 2019. március 31-én időközi polgármester-választást kellett tartani, az előző polgármester 2018 decemberében bekövetkezett halála miatt. (A 71 éves korában elhunyt Berencsi Béla 1975 júliusától irányította a nyírségi községet, később kisvárost, ezzel ő volt az ország második legrégebben hivatalban lévő polgármestere a Veresegyházat 1965 óta vezető Pásztor Béla után.)

## Népesség
A település népességének változása:
| Lakosok száma | 6835 | 6786 | 6648 | 6476 | 6323 | 6371 | 6272 |
|               | 2013 | 2014 | 2018 | 2021 | 2022 | 2023 | 2024 |

2001-ben a város lakosságának 86%-a magyar, 13%-a cigány nemzetiségűnek vallotta magát.
A 2011-es népszámlálás során a lakosok 89,8%-a magyarnak, 13,7% cigánynak, 0,5% németnek mondta magát (10,1% nem nyilatkozott; a kettős identitások miatt a végösszeg nagyobb lehet 100%-nál). A vallási megoszlás a következő volt: római katolikus 18%, református 42%, görögkatolikus 4,1%, evangélikus 0,3%, felekezeten kívüli 11% (20,3% nem válaszolt).
2022-ben a lakosság 92,78%-a vallotta magát magyarnak, 12,4% cigánynak, 0,4% németnek, 0,1-0,1% ukránnak és románnak, 1,6% egyéb, nem hazai nemzetiségűnek (7,2% nem nyilatkozott; a kettős identitások miatt a végösszeg nagyobb lehet 100%-nál). Vallásuk szerint 11,3% volt római katolikus, 34,6% református, 3,7% görög katolikus, 4,1% egyéb keresztény, 0,3% evangélikus, 0,1% izraelita, 0,1% ortodox keresztény, 13,3% felekezeten kívüli (32,2% nem válaszolt).

### Híres szülöttei
- Itt született 1953. május 7-én Hegedűs D. Géza színész.
- Itt született Berecz János politikus
- Itt született Puskás Judit (Jucus) énekesnő
- Itt született Kertész Richárd humorista

## Testvértelepülések
- Gradisca d’Isonzo, Olaszország

- Liminka, Finnország

- Szádelő, Szlovákia

- Várhosszúrét, Szlovákia

- Głogów Małopolski, Lengyelország

- Gernyeszeg, Románia

## Látnivalók
- Ibrányi református templom(wd) (eredetileg román, majd 1500 körül gótikus stílusban átépített)
- Fekete-halom
- Helytörténeti gyűjtemény (célja a Rétköz hétköznapjainak bemutatása)
- Ibrányi Galéria
- Földosztók (Borbás Tibor szobra – az 1919-es Károlyi-féle földreformnak állít emléket)
- Millecentenáriumi Emlékpark (1996)
- Tisza-parti strand
- Nyírvidéki Kisvasút

## Híres emberek
- Itt született 1953. május 7-én Hegedűs D. Géza Kossuth- és Jászai Mari-díjas színművész, a Nemzet Színésze, a város díszpolgára.